# خالف عقيل (الطفة)

تعديل مصدري - تعديل

خالف عقيل هي إحدى قرى عزلة الظفرين بمديرية الطفة التابعة لمحافظة البيضاء، بلغ تعداد سكانها 36 نسمة حسب تعداد اليمن لعام 2004.